# Comeremaeus castaneus
Comeremaeus castaneus är en kvalsterart som beskrevs av Hammer 1962. Comeremaeus castaneus ingår i släktet Comeremaeus och familjen Ceratoppiidae. Inga underarter finns listade i Catalogue of Life.